# IExpress
IExpress es un programa incluido inicialmente en Windows 2000, es usado para crear paquetes autoextraíbles de un conjunto de archivos. Estos paquetes pueden ser usados para instalar software.

## Descripción
IExpress (IEXPRESS.EXE) puede ser usado para distribuir paquetes de instalación autocontenidos (ejecutables basados en archivos INF) para múltiples computadoras Windows locales o remotas. Crea un ejecutable autoextraíble (.EXE) o un archivo Cabinet (.CAB) usando una interfaz predeterminada (IExpress Wizard), o un archivo Self Extraction Directive (SED) personalizado. Los archivos SED pueden ser modificados por cualquier editor de texto plano como el Bloc de notas. Todos los archivos autoextraíbles creados por IExpress usan el algoritmo de compresión CAB, son comprimidos usando la herramienta MakeCab (MAKECAB.EXE), y extraídos usando WExtract (WEXTRACT.EXE).
IEXPRESS.EXE se ubica en la carpeta SYSTEM32. La interfaz (IExpress Wizard) puede ser ejecutada abriendo directamente el archivo (IExpress.exe), o escribiendo "IExpress" en la ventana Ejecutar del Menú Inicio. También es posible usar el programa desde la línea de comandos para crear paquetes de instalación personalizados, incluso desatendidos:
IEXPRESS /N unidad:\ruta\archivo.SED

## IExpress Wizard
La interfaz de IExpress Wizard guía al usuario en el proceso de creación de un paquete autoextraíble. Este pregunta al usuario qué es lo que debe hacer: extraer los archivos y luego ejecutar un programa, o solo extraer los archivos. Permite al usuario configurar un título para el paquete, añadir una ventana de confirmación, añadir un acuerdo de licencia que el usuario debe aceptar antes de permitir la extracción de los archivos, seleccionar los archivos para ser archivados, configurar las opciones de visualización de la ventana de progreso, y finalmente, especificar un mensaje a mostrar después de finalizar. Si la opción de crear un archivo y luego ejecutar un programa es seleccionada, entonces habrá un paso adicional, pidiendo al usuario seleccionar el programa que será ejecutado después de la extracción.

## Seguridad
Los paquetes autoextraíbles creados con IExpress tienen (inherentemente) vulnerabilidades que permiten la ejecución arbitraria de códigodebido a la manera que el programa maneja el comando de instalación. Adicionalmente, debido a la manera que Windows User Account Control maneja los instaladores, esas vulnerabilidades permiten un escalado de privilegios.